# Norymberga
Norymberga (niem. Nürnberg, wschodniofrank. Nämberch) – miasto na prawach powiatu w Niemczech, w kraju związkowym Bawaria, w rejencji Środkowa Frankonia, siedziba Planungsregion Nürnberg. Położone nad rzeką Pegnitz (nieco powyżej jej ujścia do rzeki Regnitz), gospodarcza i kulturalna stolica Frankonii, drugie co do wielkości miasto w Bawarii. Liczy 518 370 mieszkańców (31 grudnia 2019). Najbliżej położone duże miasta: Monachium – ok. 150 km na południowy wschód, Stuttgart – ok. 156 km na południowy zachód i Frankfurt nad Menem – ok. 186 km na północny zachód. Miasto zniszczone podczas II wojny światowej, odbudowane. Razem z Fürth i Erlangen tworzy trójmiasto frankońskie.

## Historia

### Wczesne średniowiecze
We wczesnym średniowieczu w okolicach dzisiejszej Norymbergi przebiegała granica germańsko-słowiańska. Pierwsza wzmianka o mieście pojawiła się w 1050 jako nuorenberc (skalista góra) w dokumencie cesarza Henryka III. Istotną rolę dla Rzeszy odgrywał ówczesny zamek, dzięki któremu rozwinęło się miasto. Szybko otrzymało ono liczne przywileje handlowe. Już w XII wieku Norymberga była stolicą Burgrabstwa Norymbergi.

### Wolne miasto
Dzięki Wielkiej Karcie Swobód nadanej w 1219 przez Fryderyka II miasto stało się wolnym miastem Rzeszy. Ówczesna Norymberga była, wraz z Augsburgiem, jednym z dwóch największych centrów handlowych na drodze z Rzymu do północnej Europy, a wraz z Legnicą i Wiedniem jednym z największych miast środkowej Europy na początku czternastego stulecia.
W drugiej połowie XIV wieku Norymbergi sięgały wpływy czeskie. Jako wolne miasto Norymberga graniczyła z Królestwem Czech poprzez ziemie Czeskiego Palatynatu. Nadgraniczną miejscowością czeską było wówczas Erlenstegen, które od 1899 stanowi dzielnicę Norymbergi. Rezydujący w Pradze król Czech i cesarz rzymski Karol IV Luksemburski gościł w Norymberdze 52 razy. Czeską stolicę z Norymbergą łączyła tzw. Złota Droga. Z fundacji Karola zbudowano Kościół Najświętszej Marii Panny. W 1356 przyjęto w Norymberdze Złotą Bullę Karola. Tu też urodzili się kolejni królowie Czech Wacław IV Luksemburski i Zygmunt Luksemburski.

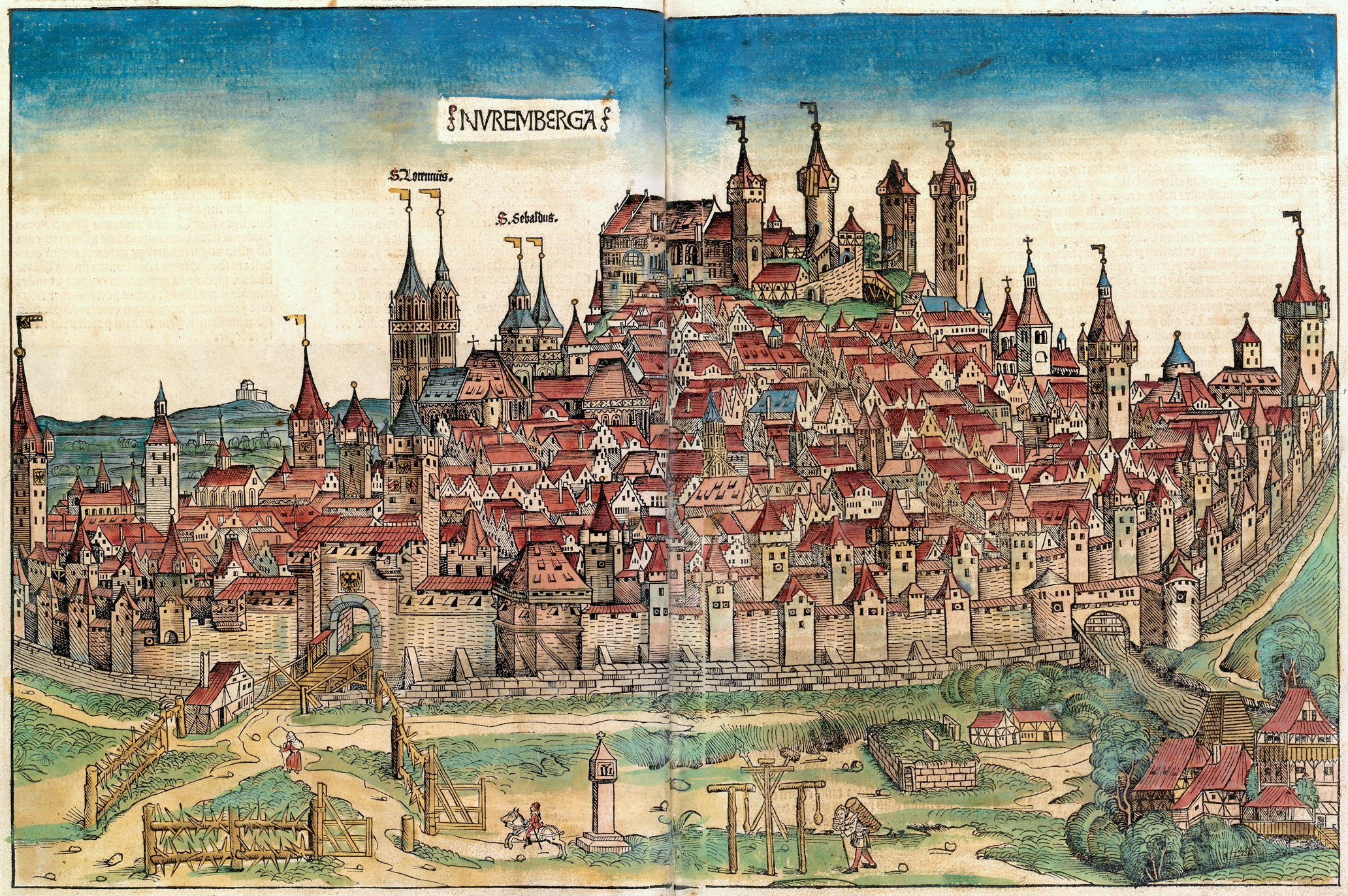
Panorama miasta z Kroniki Świata Hartmana Schedla (1493)

Kupcy z Norymbergi prowadzili intensywny handel z Polską.
Do 1427 Norymberga była rządzona przez burgrabiów, aż do Fryderyka VI, który sprzedał swój urząd „Radzie Miasta”. W 1437 do miasta dotarła czarna śmierć. W 1502 miasto najechał margrabia Kazimierz Hohenzollern.
Rozkwit kulturowy w XV i XVI wieku spowodował, że Norymberga stała się centrum niemieckiego renesansu. W 1493 w Norymberdze opublikowano Liber chronicarum. W rezultacie wojny o sukcesję w Landshut w granice Wolnego Miasta Norymbergi włączono m.in. miasta Lauf, Altdorf, Hersbruck, Betzenstein. W 1525 miasto przyjęło reformację. W lutym 1541 odwiedził je król Hiszpanii i cesarz rzymski Karol V Habsburg.
Norymberga była znaczącym ośrodkiem drukarskim, z czego korzystali także Polacy. W latach 1508–1518 działalność drukarską prowadził tu Adam Dyon. W 1543 w Norymberdze zostało wydane słynne dzieło Mikołaja Kopernika De revolutionibus orbium coelestium. W 1554 jako pierwszy utwór polskiego kompozytora, wydany poza granicami Polski, światło dzienne ujrzał tu utwór In te Domine speravi Wacława z Szamotuł. W 1698 w Norymberdze Jakub Barner wydał podręcznik chemii Chymia philosophica.
W Norymberdze zmarli autor ołtarza w krakowskim Kościele Mariackim Wit Stwosz (w 1533) oraz jego syn, także rzeźbiarz, Stanisław Stwosz (w 1528).
Podczas wojny trzydziestoletniej, w 1632, król szwedzki Gustaw II Adolf został pokonany w Norymberdze przez czeskiego wodza Albrechta von Wallensteina. Miasto podupadło podczas wojny. W 1651 Norymberga uzyskała połączenie pocztowe z Erfurtem, a w 1683 z Lipskiem. W 1655 zegarmistrz Stephan Farffler wynalazł i stworzył pierwszy wózek inwalidzki z własnym napędem. W 1662 rozpoczęła działalność norymberska Akademia Sztuk Pięknych. W 1711 Norymbergę odwiedził przyszły król Polski August III Sas.
XVIII wiek to okres powolnego upadku miasta. W latach 1790–1791 elektor bawarski Karol IV Teodor Wittelsbach zajął część ziem pozyskanych przez Norymbergę po wojnie o sukcesję w Landshut. W 1796 część terytorium okupowało Królestwo Prus. Na początku XIX wieku Norymberga zbankrutowała.

### W granicach Bawarii

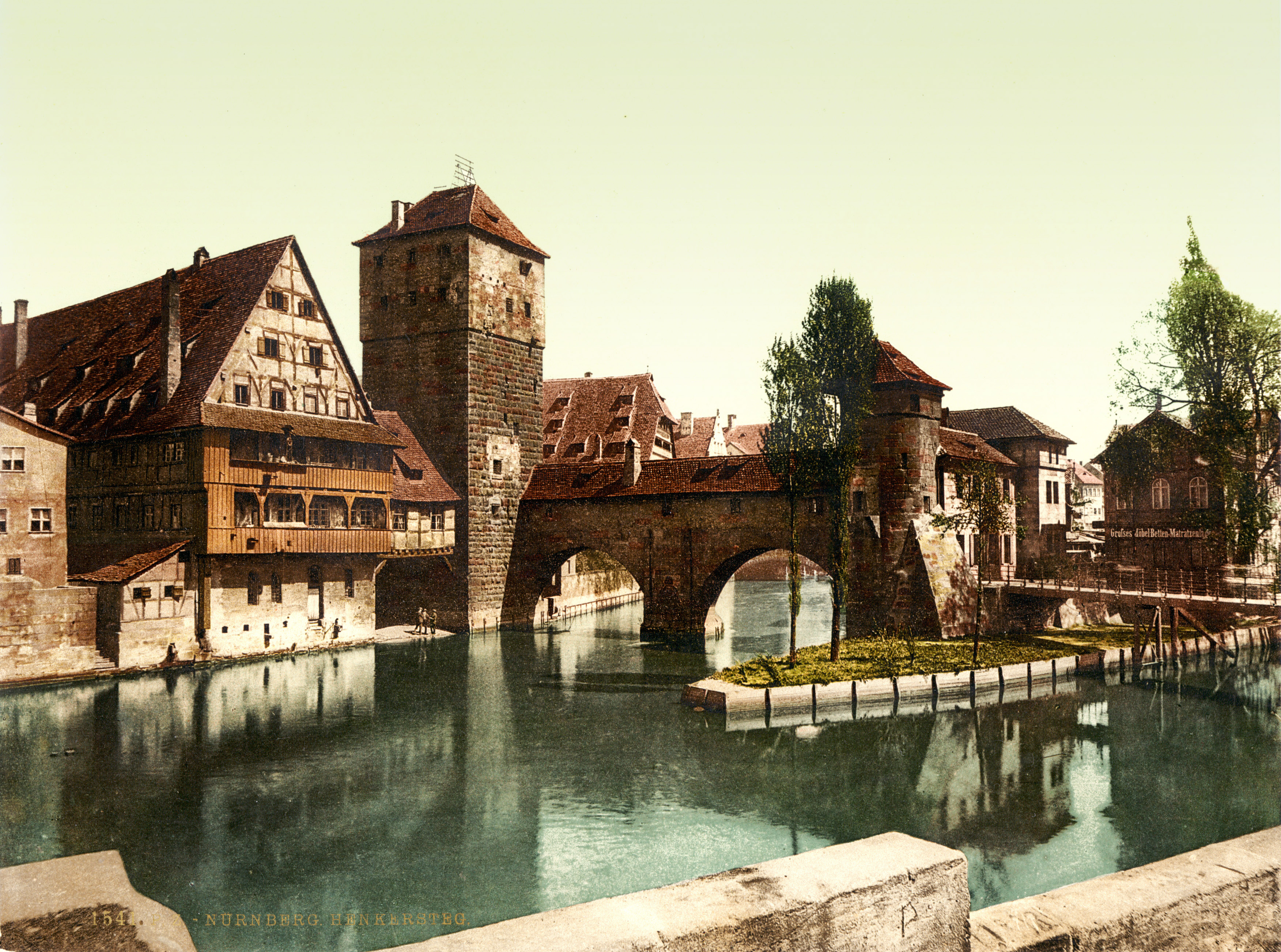
Norymberga pod koniec XIX wieku

Z polecenia cesarza Napoleona w 1806 Norymberga straciła status Wolnego Miasta i została wcielona do Królestwa Bawarii, na czym niewątpliwie skorzystała. Wszystkie długi miasta zostały spłacone. Norymberga odrodziła się jako centrum przemysłowe. W 1806 w Norymberdze utworzona została polska 2 Legia Północna, której dowódcą został generał Jan Henryk Wołodkowicz.
W 1835 została otwarta w Norymberdze pierwsza niemiecka linia kolejowa do pobliskiej miejscowości Fürth, a w drugiej połowie XIX wieku została połączona linią kolejową z czeskim miastem Cheb. W 1871 Norymberga została częścią zjednoczonych Niemiec. W 1900 Norymberga była dziewiątym pod względem liczby ludności miastem Niemiec i drugim Królestwa Bawarii. 11 maja 1912 otwarto jeden z największych ogrodów zoologicznych Europy.
W czasach III Rzeszy było ważnym ośrodkiem ruchu nazistowskiego. Pozostałościami z tych czasów są gigantyczne budowle nazistowskiej architektury. W 1935 na zjeździe NSDAP w Norymberdze zostały ogłoszone tzw. ustawy norymberskie.
W czasie II wojny światowej w Norymberdze byli więzieni przez Niemców Polacy. 2 stycznia 1945 średniowieczne centrum miasta zostało zbombardowane przez Brytyjczyków oraz Amerykanów. W wyniku tych nalotów zniszczono ok. 90% starej zabudowy. Do tego czasu Norymberga była jednym z najlepiej zachowanych miast średniowiecza. 16–20 kwietnia 1945 w bitwie o Norymbergę Amerykanie pokonali połączone siły Niemiec i Rosyjskiej Armii Wyzwoleńczej.
Po II wojnie światowej odbył się w tym mieście proces zbrodniarzy wojennych – słynny proces norymberski. W 1949 Norymberga została częścią Republiki Federalnej Niemiec. W 1972 do miasta przyłączono miejscowość Katzwang.
Współcześnie Norymberga jest 14. najludniejszym miastem Niemiec.

## Demografia
Najliczniejsze grupy imigrantów stanowią według danych z 2014 roku ludzie pochodzący z Turcji, Ukrainy, Rosji, Grecji, Chorwacji, Rumunii i Polski (od 8 do 39 tysięcy).
Według danych z 2014 roku luteranie stanowią 29,1% populacji, a katolicy 25,9%.

## Polityka

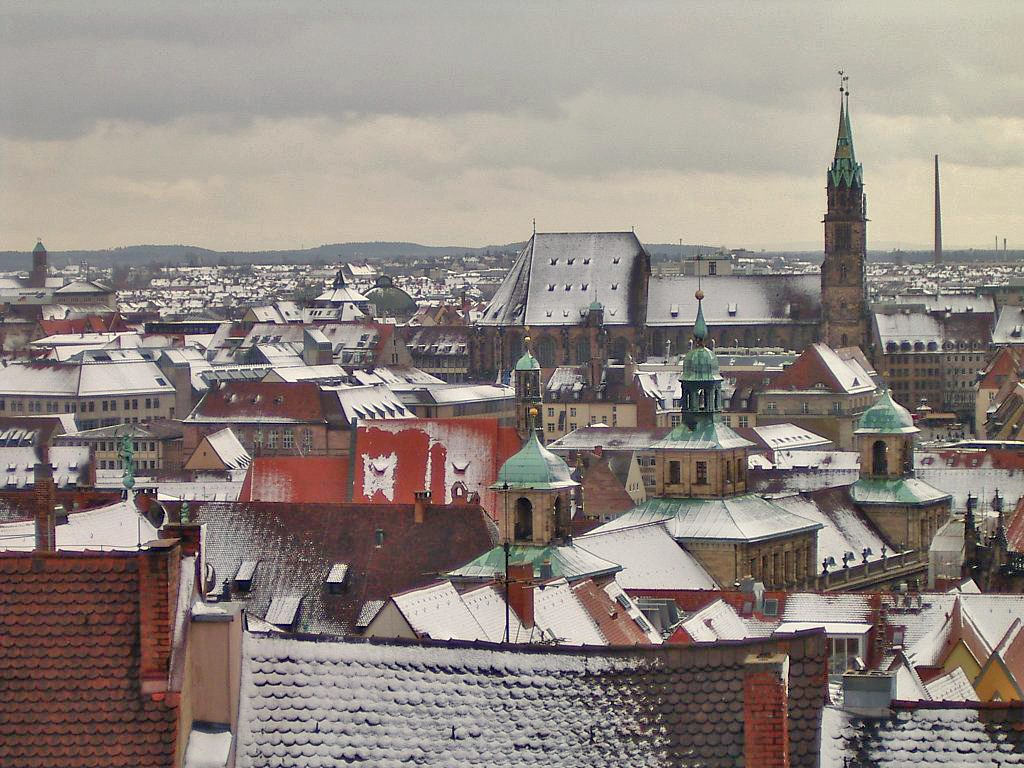
Panorama miasta ze wzgórza zamkowego, w głębi kościół św. Sebalda, w tle kościół św. Wawrzyńca (Lorenzkirche)

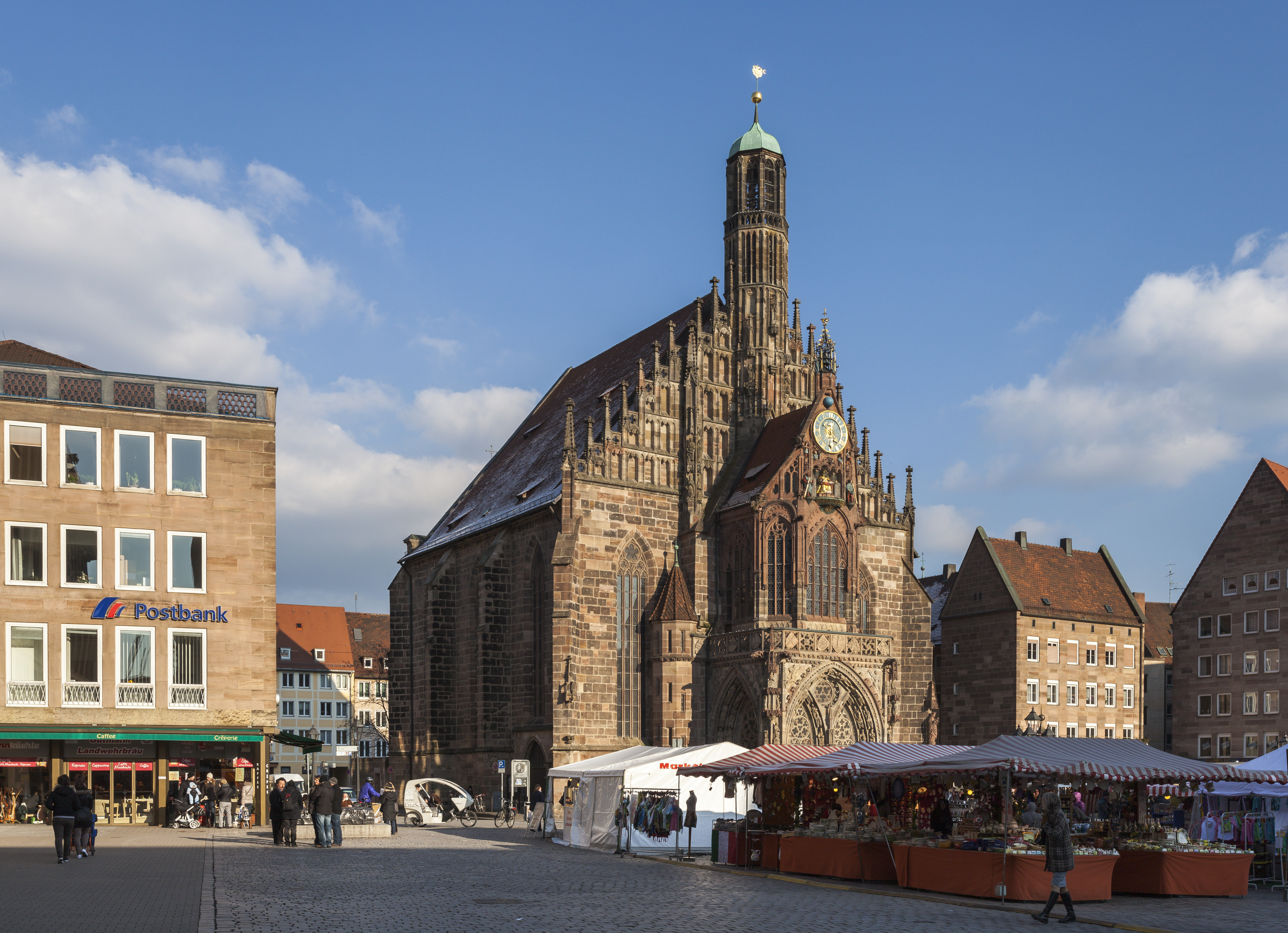
Kościół NMP

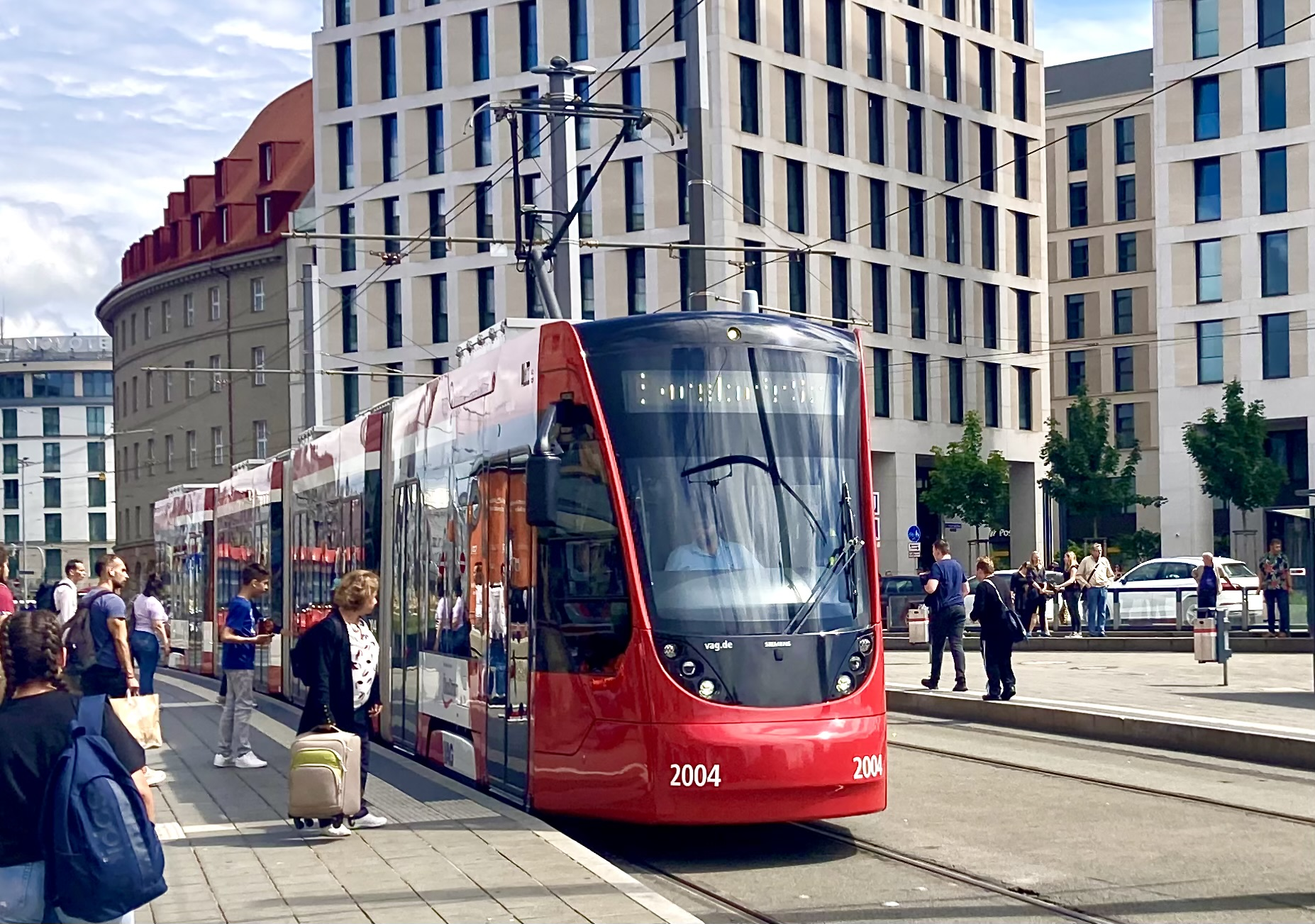
Tramwaje w centrum miasta

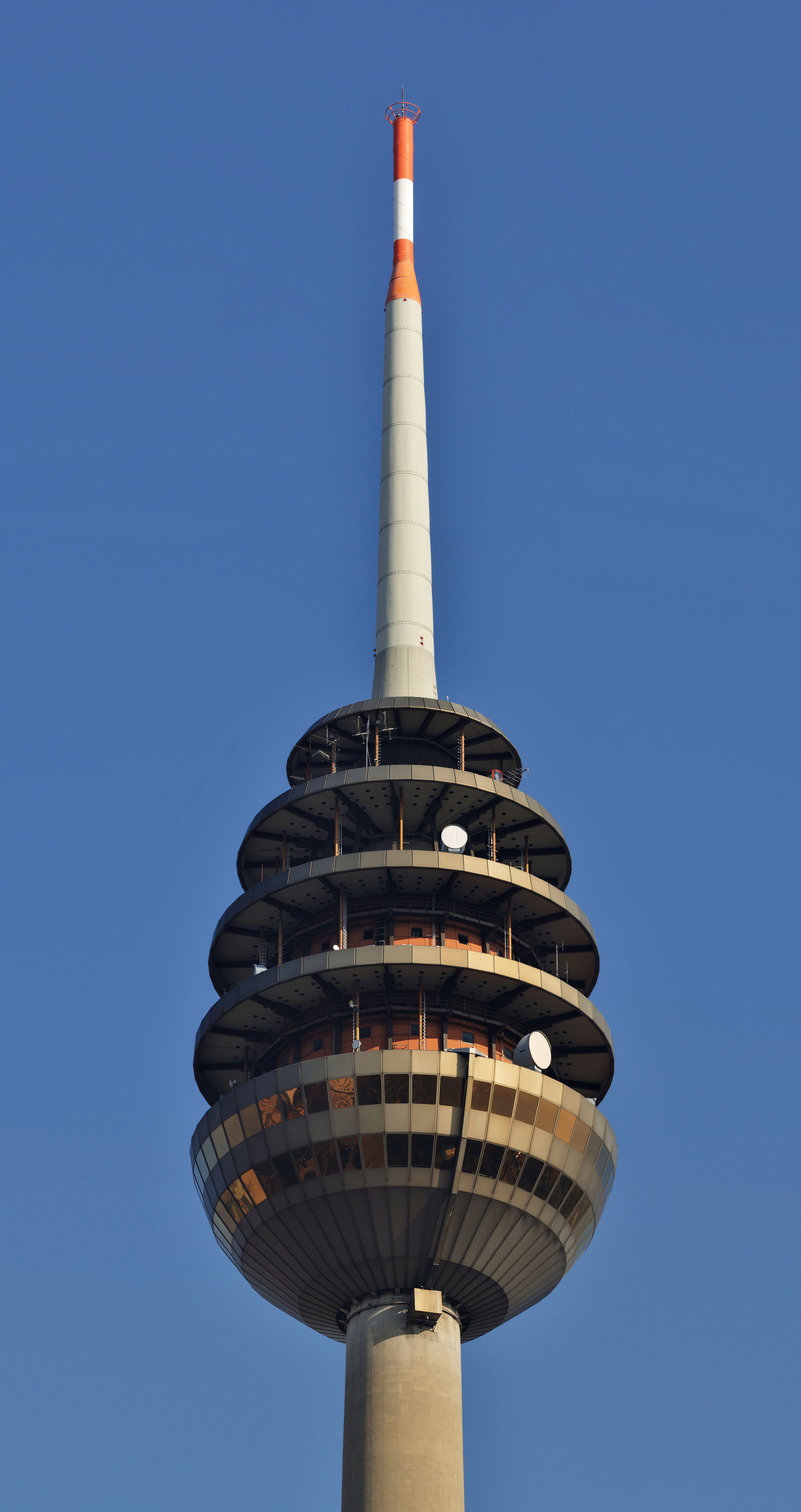
Kosz i antena wieży telewizyjnej w Norymberdze

### Władze miasta
Władze miasta stanowią Rada Miejska oraz Nadburmistrz. W Radzie Miasta zasiada 71 osób (70 radnych miasta i nadburmistrz). Wybory odbywają się co 6 lat.
Nadburmistrzem miasta od roku 2020 jest Marcus König (CSU).

### Herb
Znane są dwa herby Norymbergi – tzw. „Wielki Herb” – przedstawiającym w tarczy na błękitnym tle złotego orła z głową koronowanej kobiety, znany z pieczęci z 1220 roku, oraz tzw. „Mały Herb” – tarcza jest podzielona w słup na dwa pola. Po prawej stronie heraldycznej widnieje pół czarnego orła cesarskiego na złotym tle, po lewej stronie po trzy białe i czerwone pasy ustawione na skos (barwy Frankonii). W 1350 „Mały Herb” został udostojniony połową orła cesarskiego.

## Zabytki
Ponad miastem góruje zamek – monumentalny kompleks trzech budowli, składający się z zamku cesarskiego (Kaiserburg) zamku burgrabiego (Burggrafenburg) i zamku miejskiego (Stadtburg). Miasto opasują zachowane częściowo obwarowania, z kilkoma basztami (m.in. Weißer Turm; datowane na XIV–XV w.), w dzielnicy Neunhof znajduje się zamek Neunhof.
Przy rynku staromiejskim (Hauptmarkt) wznosi się renesansowy ratusz z XIV–XVII w. Obok – Schöner Brunnen – późnogotycka studnia w kształcie wieży – wysoka na 19 m z licznymi figurami, m.in. Marii, apostołów i proroków. W pobliżu dwie gotyckie świątynie – kościół św. Sebalda, budowany w latach 1230–1273, z XV-wiecznym nagrobkiem patrona świątyni, licznymi zabytkami rzeźby, wśród nich kilka dzieł Wita Stwosza (m.in. krucyfiks Wickla) oraz kościół Najświętszej Marii Panny (Frauenkirche) fundacja Karola IV wznoszony od 1355 do 1361, z bogatą dekoracją rzeźbiarsko-architektoniczną oraz figurkami siedmiu elektorów (książąt i arcybiskupów), składających hołd cesarzowi, które pojawiają się każdego dnia w południe na zegarze ponad tzw. balkonem cesarskim. We wnętrzu wiele zabytków gotyckiej rzeźby i malarstwa m.in. Ołtarz Tucherów. Po drugiej stronie rzeki, nieopodal rynku, wznosi się kolejna fundacja cesarska – gotycki kościół św. Wawrzyńca z XIII–XIV w. z monumentalnym piaskowcowym tabernakulum Adama Krafta licznymi tryptykami (gł. XV i XVI w.) oraz zespół rzeźb Wita Stwosza – Pozdrowienie Anielskie z 1517. Nad rzeką Pegnitz zachował się częściowo gotycki kompleks Szpitala św. Ducha (XIV–XVI w.), zaś nad rzeką przerzucono średniowieczny Maxbrücke. Z dawnej zabudowy gospodarczej zachował się Mauthalle – dawny spichlerz (1498–1502). Z zabudowy mieszczańskiej przetrwały jedynie nieliczne stare domy: Dom Piłata (XV w.), dom Albrechta Dürera (XV w.), Fembohaus (XVI w.), Nassauer Haus (XIII–XV w.), dom Tucherów (XVI w.). W środku starego miasta znajduje się Laufer Schlagturm.
Historyczne cmentarze:
- Cmentarz Południowy w Norymberdze
- Cmentarz Zachodni w Norymberdze
- Nowy Cmentarz Żydowski w Norymberdze
- Stary Cmentarz Żydowski w Norymberdze

Historyczne świątynie:
- kościół św. Jakuba
- kościół św. Marty
- kościół Najświętszej Marii Panny
- kościół św. Sebalda
- kaplica Wszystkich Świętych

Inne zabytki:
- Fontanna Trytona

## Muzea
W cennej kamienicy patrycjuszowskiej Fembo-Haus z XVI w. mieści się Muzeum Miejskie (Stadtmuseum), nieopodal zamku cesarskiego – Muzeum Narodowe (Germanisches Nationalmuseum) ze zbiorami dzieł m.in. Dürera, Lucasa Cranacha i Hansa Cranacha i Wita Stwosza, w samym zamku znajdują się zbiory rzeźby, malarstwa i rzemiosła artystycznego doby średniowiecza. Wzniesiony w konstrukcji szkieletowej piętnastowieczny Dom Dürera prezentuje prace i pamiątki związane z artystą. Dzieła sztuki najnowszej mieści Neue Museum – Staatliches Museum für Kunst und Design Neue Museum – Staatliches Museum für Kunst und Design (NMN). Muzeum Historii Komunikacji Miejskiej, mieści m.in. najstarsze wagony tramwajowe i wiele pamiątek świadczących o długich tradycjach norymberskiej komunikacji miejskiej. W Muzeum Transportu (Verkehrsmuseum/DB Museum) można obejrzeć najstarsze wagony i lokomotywy, oraz dawne świadectwa tradycji modelarstwa kolejowego. Uwagę zwraca rozległa makieta miasta z licznymi torowiskami i zabytkowymi modelami parowozów, wagonów itp. Ponadto znajdują się tutaj pamiątki z historii transportu samochodowego i kolejowego. Atrakcją dla dzieci jest Muzeum Zabawek – powstałe na bazie kolekcji Lydii i Paula Bayerów, obecnie zawiera ok. 65 tys. różnego rodzaju obiektów tego typu, np. historyczne lalki, misie, kukiełki, zbiory gier dziecięcych, modelarstwa oraz budownictwa klockowego.

## Media
W Norymberdze mieści się studio Bayerischer Rundfunk dla Środkowej i Górnej Frankonii.

## Transport

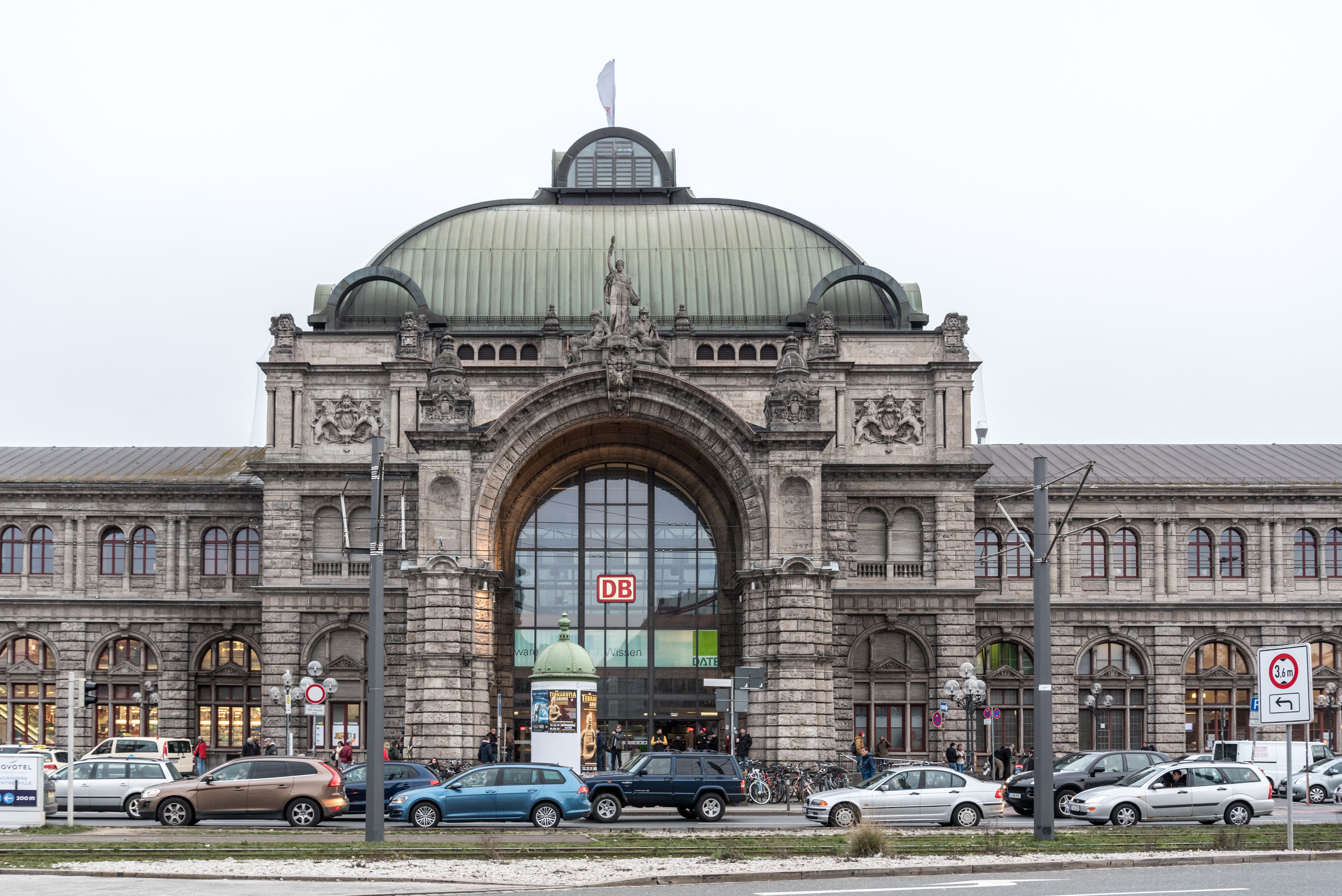
Dworzec kolejowy Nürnberg Hauptbahnhof

Na północ od Norymbergi mieści się międzynarodowy port lotniczy Norymberga.

### Kolej
Stacje i przystanki kolejowe: Nürnberg Hauptbahnhof, Nürnberg-Eibach, Nürnberg-Sandreuth, Nürnberg-Gleißhammer, Nürnberg Nordost. W Norymberdze i okolicznych miejscowościach kursują pociągi S-Bahn.

## Sport

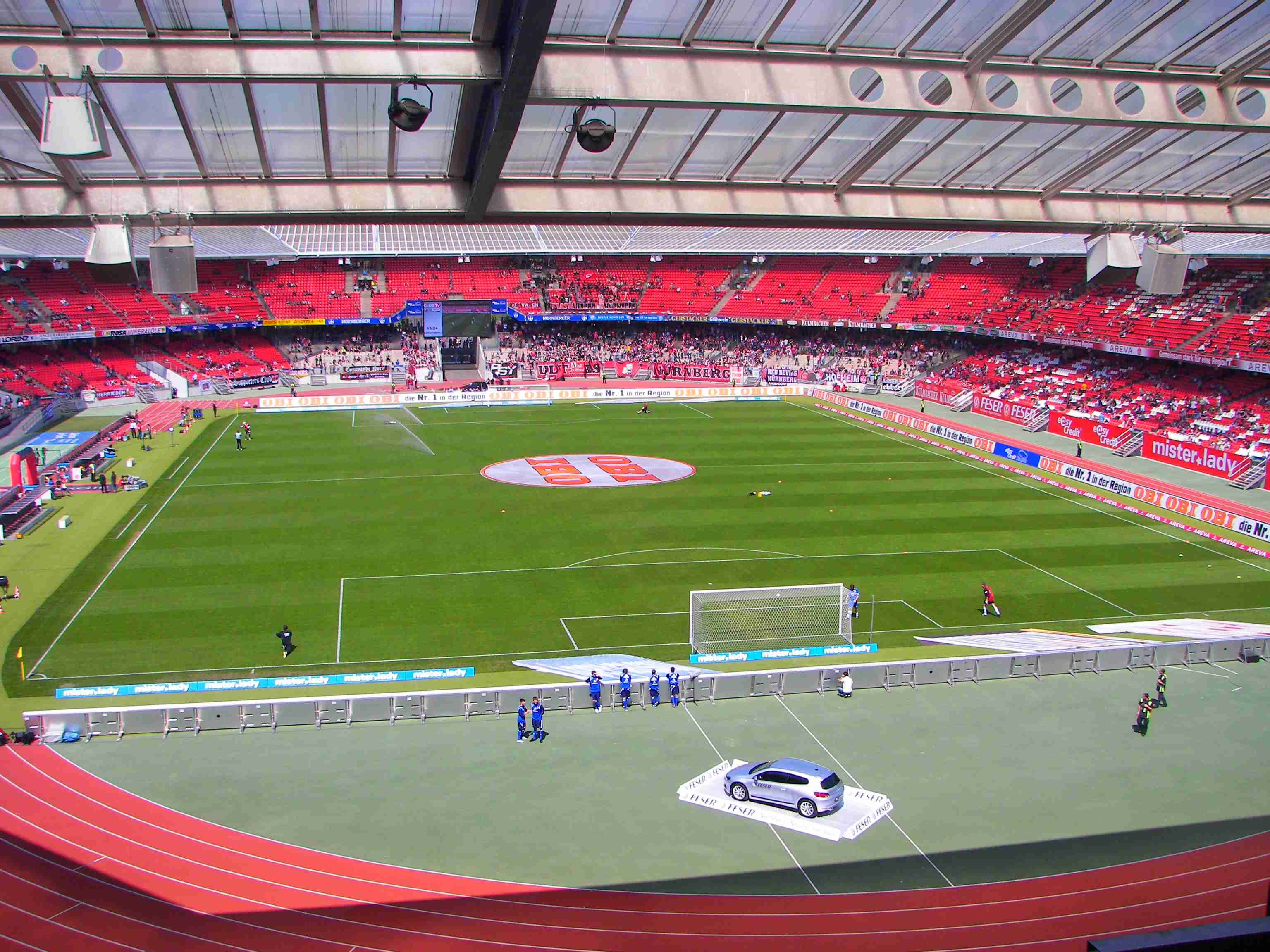
Grundig Stadion

Sportową wizytówką miasta jest założony w 1900 roku wielosekcyjny klub 1. FC Nürnberg, znany przede wszystkim z pierwszoligowego klubu piłkarskiego. Drużyna piłkarska rozgrywa mecze na słynnym Frankenstadion, który był miejscem rozgrywek Mundialu 2006 – rozegrano tam 4 mecze grupowe oraz znany z dużej ilości interwencji sędziego mecz pomiędzy reprezentacjami Holandii i Portugalii w ramach 1/8 finału.
Ponadto miasto w Deutsche Eishockey Liga reprezentuje drużyna hokejowa Nürnberg Ice Tigers.
Od 2013 roku, w mieście rozgrywany jest kobiecy turniej tenisowy, Nürnberger Versicherungscup, zaliczany do rozgrywek cyklu WTA Tour.

## Współpraca
Miejscowości partnerskie:

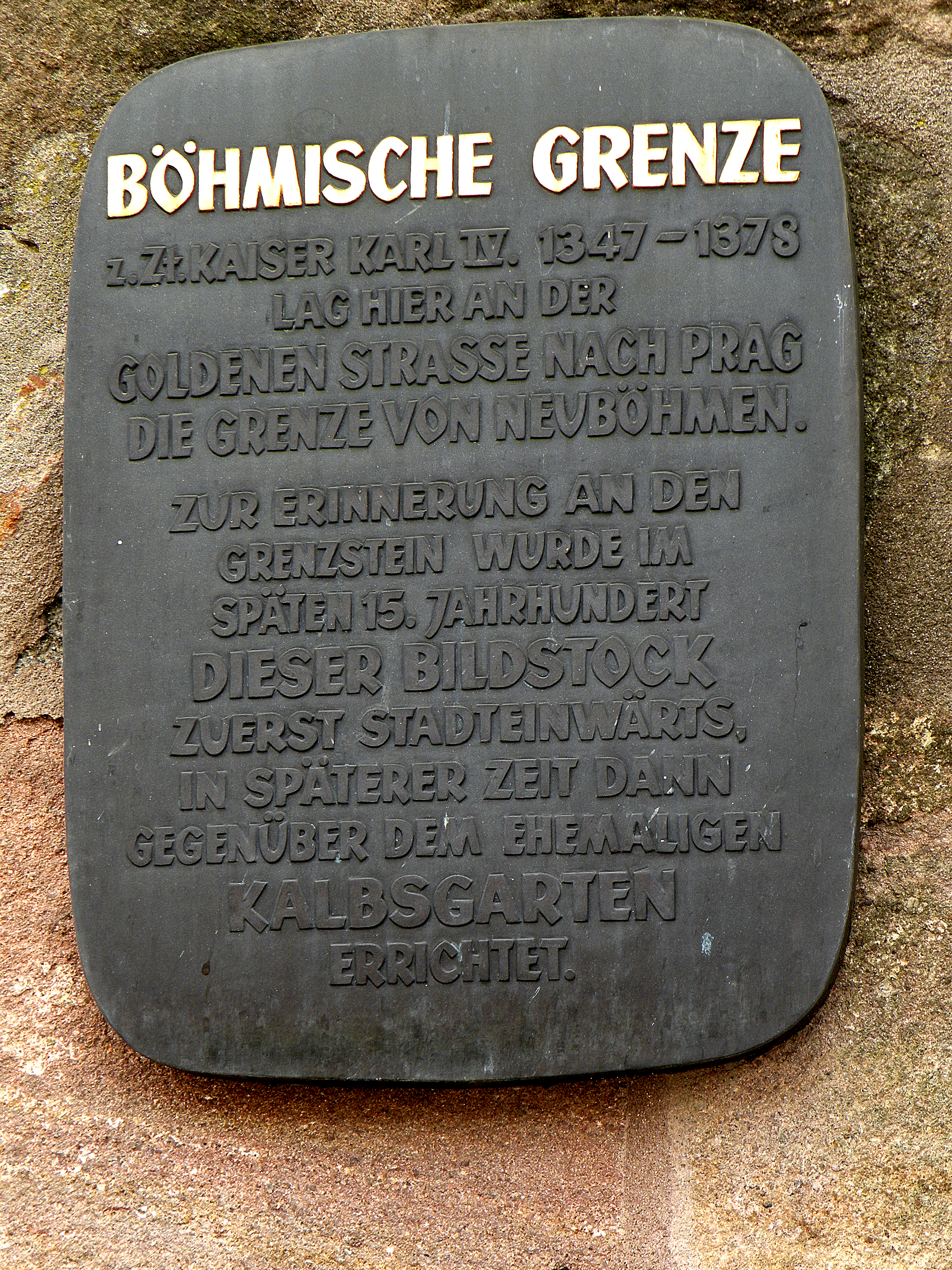
Tablica upamiętniająca dawną granicę czeską

- Antalya, Turcja (od 1997 roku)
- Atlanta, Stany Zjednoczone
- Bar, Czarnogóra
- Braszów, Rumunia
- Brugia, Belgia (do 1971 r.)
- Changping, Chiny
- Charków, Ukraina (od 1990 roku)
- Gera, Turyngia
- Glasgow, Wielka Brytania
- Hadera, Izrael
- Kalkuda, Sri Lanka
- Kalmunai, Sri Lanka
- Kawala, Grecja
- Klausen, Włochy
- Kordoba, Hiszpania
- Kraków, Polska (od 1979 roku)
- Locarno, Szwajcaria
- Nicea, Francja (od 1954 roku)
- Praga, Czechy
- San Carlos, Nikaragua
- Shenzhen, Chiny
- Skopje, Macedonia Północna
- Wenecja, Włochy
- Werona, Włochy

## Osoby

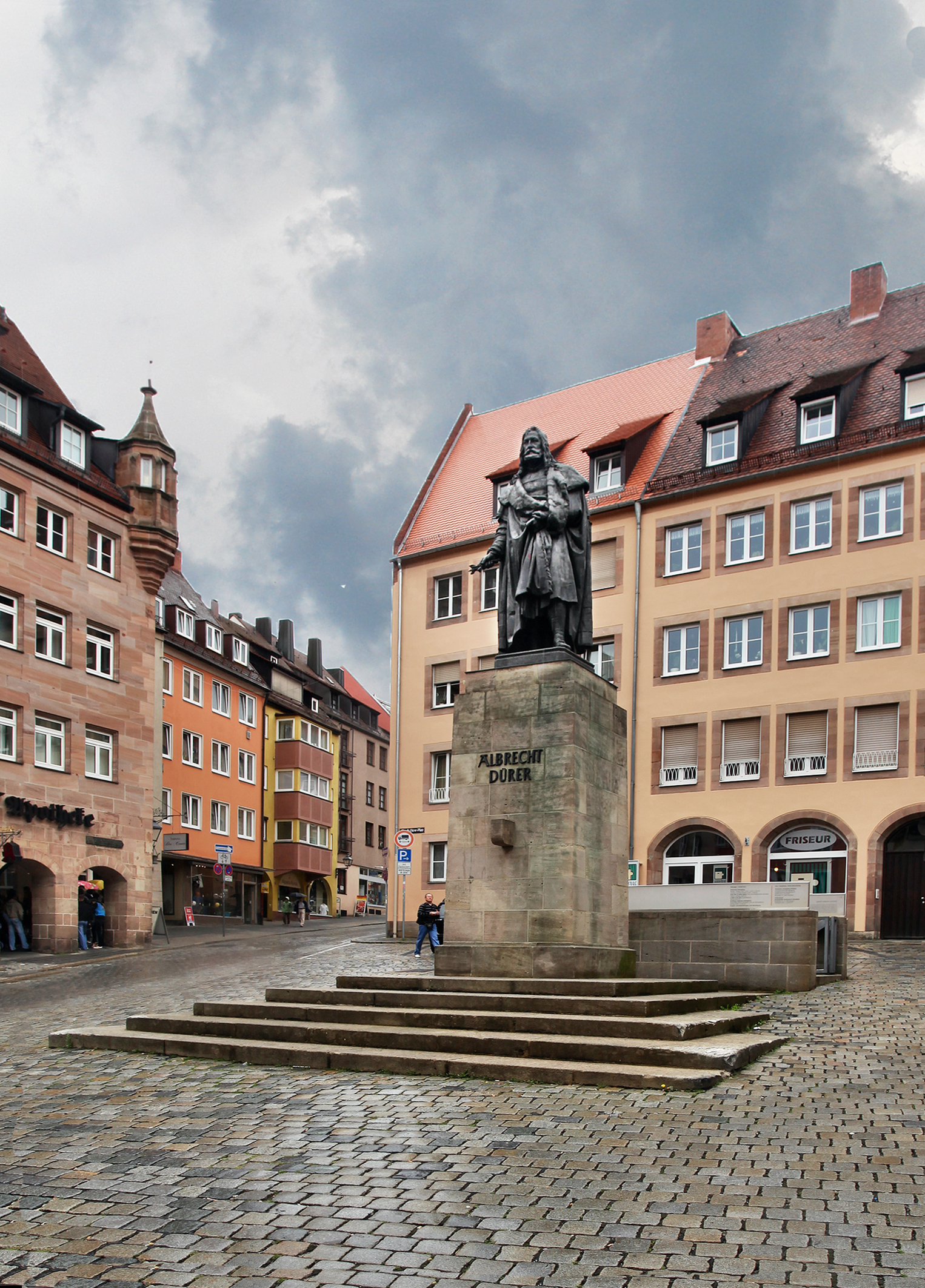
Pomnik Albrechta Dürera na placu jego imienia

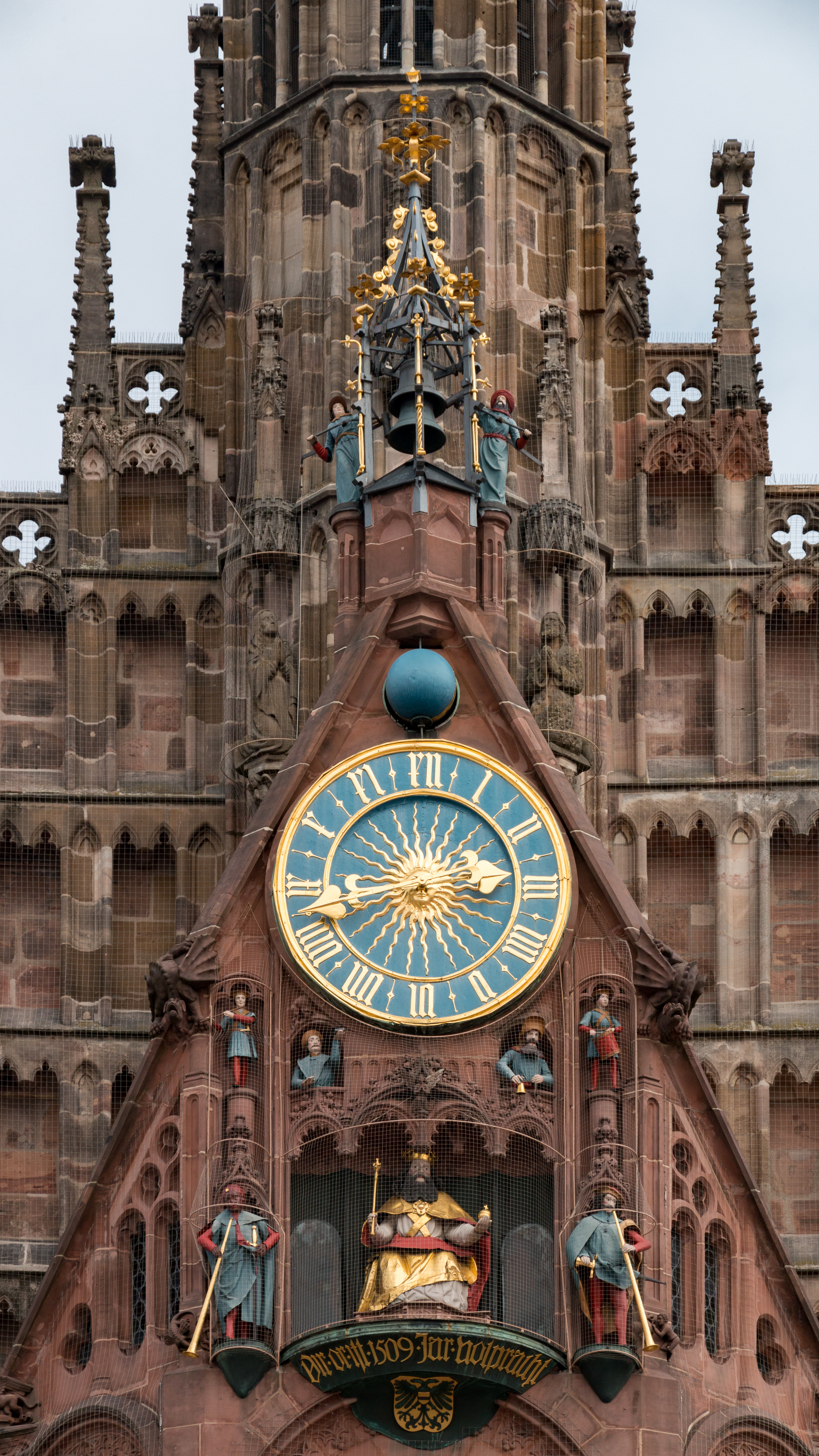
Zegar oraz rzeźba Karola Luksemburskiego zdobiące fasadę Kościoła Najświętszej Marii Panny

### urodzone w Norymberdze
- 1361, Wacław IV Luksemburski – król Czech (1378-1419)
- 1368, Zygmunt Luksemburski – król Czech (1419-1437), król Węgier i Chorwacji (1387–1437), cesarz rzymski (1433–1437)
- 1440, Hartmann Schedel – kronikarz
- ok. 1440-45, Anton Koberger – złotnik, drukarz i księgarz
- ok. 1455-60, Adam Kraft – rzeźbiarz
- 1471, Albrecht Dürer – malarz, grafik
- ok. 1480, Hans Behem – ludwisarz w służbie króla Polski Zygmunta Starego, twórca Dzwonu „Zygmunt”
- 1492, Pankraz Labenwolf – niemiecki ludwisarz
- 1494, Hans Sachs – poeta, dramaturg
- 1500, Sebald Beham – niemiecki malarz i grafik
- 1653, Johann Pachelbel – niemiecki kompozytor
- 1656, Paul Jacob Marperger – ekonomista, królewsko-polski i elektorsko-saski radca dworu
- 1722, Michał Gröll – polski drukarz
- 1800, Georg Friedrich Daumer – niemiecki filozof i poeta
- 1812, Kaspar Hauser
- 1871, Ernst Freiherr Stromer von Reichenbach – niemiecki paleontolog
- 1886, Hubert Ritter – niemiecki architekt
- 1908, Hugo Distler – niemiecki kompozytor
- 1925, Max Morlock – niemiecki piłkarz
- 1954, Kiki Smith – amerykańska rzeźbiarka, autorka grafik
- 1965, Mike Windischmann – amerykański piłkarz
- 1969, Wiltrud Probst – niemiecka tenisistka
- 1974, Alberto Mendez – niemiecki piłkarz hiszpańskiego pochodzenia
- 1987, Madeleine Giske – norweska piłkarka
- 1989, Nicole Vaidišová – czeska tenisistka

### związane z miastem
- Johan Joachim Agrell – szwedzki kompozytor, kapelmistrz norymberski
- Bálint Balassi – węgierski poeta
- Wenzel Ignaz Brasch – niemiecki i czeski malarz
- Ludwig Andreas Feuerbach – filozof
- Karol IV Luksemburski – król Czech, cesarz rzymski
- Włodzimierz Krukowski – polski uczony
- Hans von Kulmbach – malarz
- Jan Kupecký – czeski malarz
- Wit Stwosz – rzeźbiarz, malarz i grafik
- Frederik van Valckenborch – flamandzki malarz i rysownik

## Norymberga w sztuce
Tutaj toczy się akcja jednej z oper Richarda Wagnera – „Śpiewaków norymberskich”.